# 上海市現代職業技術學校
上海市现代职业技术学校（英文：Shanghai Xian Dai Vocational & Technical School）是中華人民共和國上海市的一所職業技術學校，也是首批国家级重点学校。现在有华阳校区，安龙校区，新渔、番禺四个办学区。四个校区中分别位于华阳路112号、安龙路851号、番禺路137号和新渔路340号。

## 历史
華陽校區前身是建於1917年的圣约翰青年中学。1952年，圣约翰青年中学更名为私立和平中学。安龙校区前身是建於1962年的上海市群联中学，番禺校区前身是建于1963年的上海市番禺二中。1995年，新渔校區開設。
1985年，群联职业技术学校成立。1989年，上海市中等职业教育中心成立。1995年，两校合并为现代职业技术学校。2001年，上海市国际旅游职业技术学校併入上海市现代职业技术学校。

## 外部鏈接
- 官方网站